# Хруслов В'ячеслав Михайлович
В'ячеслав Михайлович Хруслов (18 вересня 1962, Харків, Українська РСР, СРСР) — радянський і український футболіст, захисник. Майстер спорту. Нині український футбольний тренер. Спортивний директор харківського «Металіста 1925».

## Біографія

### Кар'єра гравця
Футболом почав займатися в Харкові, в спортивній школі. Перший тренер — Володимир Миколайович Виноградов. В дитячих командах грав на позиції нападника. У шостому класі перейшов у харківський спортінтернат, де провчився три роки в групі тренера Юрія Несміяна. З 9 класу займався в ДЮСШ «Металіст», у спецкласі, який вів Віктор Аристов. Тут змінив ігрове амплуа, ставши грати в захисті.
Після закінчення навчання грав на першість міста та області в команді школи вищої спортивної майстерності, складеної з випускників ДЮСШ. Там його помітили і в 1982 році запросили в харківський «Маяк», що виступав у другій лізі чемпіонату СРСР.
У 1986 році довелося покинути команду. Сезон 1987 року провів в аматорському клубі «Металург» (Куп'янськ), який посів 3-тє місце в українському чемпіонаті серед аматорів, а В'ячеслава помітив тодішній тренер житомирського «Спартака» Олександр Іщенко і запросив у свою команду. В житомирському клубі відіграв 3 роки, ставши володарем Кубка України (тоді в цьому турнірі не брали участь українські клуби вищої ліги).
Наприкінці 1990 року Хруслов отримав запрошення перейти в «Автомобіліст» і з 1991 року став гравцем сумського клубу, який тренував Михайло Фоменко. У цьому клубі провів два роки, був штатним пенальтистом команди, а в 1991 році став найкращим бомбардиром клубу в сезоні.
У 1993 році 30-річний захисник перейшов в київське «Динамо», куди його запросив наприкінці 1992 року Михайло Фоменко, що став головним тренером «динамівців». З другого кола другого чемпіонату України В'ячеслав Хруслов став грати у складі тодішнього флагмана українського футболу, дебютувавши 2 квітня 1993 року у виїзному матчі проти «Ниви» (Тернопіль), а в наступному турі, 11 квітня, відзначився першим голом за киян у грі проти запорізького «Металурга». В одному з календарних матчів, граючи проти донецького «Шахтаря», отримав травму, внаслідок чого змушений був пропустити матчі Кубка чемпіонів проти іспанської «Барселони». Поступово відновившись, почав знову виходити в складі команди, але в кінці чемпіонату України 1993/94, в матчі проти «Ниви» у Тернополі, на важкому, в'язкому полі за 15 хвилин до закінчення поєдинку знову отримав травму — перелом щиколотки. Довелося перенести 2 операції і опинитися на півроку поза футболом.
За час лікування і відновлення в команді змінився головний тренер і «Динамо» (Київ) очолив Йожеф Сабо. Відновленому після травми Хруслову місця в основі команди не знайшлося. Провівши кілька матчів за «Динамо-2», В'ячеслав разом зі своїми одноклубниками Анатолієм Безсмертним, Ігорем Кутєповим і Юрієм Грициною перейшов у тюменський «Динамо-Газовик», з яким підписав орендну угоду на півроку, а пізніше продовжив ще на 1 рік. Дебютував за тюменський клуб у чемпіонаті Росії 1994 року в першому матчі другого кола проти московського «Спартака» (0:0).
Після закінчення орендної угоди футболіст повернувся в Україну, до Харкова, куди його запросив новий президент клубу Валерій Михайлович Бугай, а тренував команду Віктор Удовенко. 31 березня 1996 року 34-річний вихованець харківського футболу дебютував у головній команді рідного міста, у виїзному матчі проти «Поділля» (Хмельницький) (0:1). А 8 квітня відзначився і своїм першим голом у складі харків'ян у матчі проти «Вереса» (1:0). Наслідки старих травм не дозволяли захиснику грати в повну силу, і в 1997 році В'ячеслав Хруслов вирішив завершити активну кар'єру.

### Кар'єра тренера
У 1997 році за ініціативи президента клубу В. Бугая і головного тренера «Металіста» М. Фоменка, В'ячеслав Хруслов разом з іншим ветераном команди Іваном Панчишиним перейшов на тренерську роботу в «Металіст-2».
У 2003—2005 роках тренував команду дублерів, а з 2005 року став працювати одним з тренерів головної команди клубу. У червні 2011 року переведений на роботу в селекційний відділ «Металіста».
З 17 серпня 2016 року працює спортивним директором харківського «Металіста 1925».
26—27 вересня 2017 року та з 21 липня до 21 серпня 2020 року виконував обов'язки головного тренера «Металіста 1925».

## Освіта
Закінчив Харківський інститут механізації та електрифікації сільського господарства.

## Досягнення
- Чемпіон України (1): 1992/93
- Володар Кубка України (1): 1992/93